# Религиозный фанатизм
Религиозный фанатизм (лат. fanaticus «исступлённый, неистовый») — слепая, доведённая до крайней степени приверженность религиозным идеям и стремление к неукоснительному следованию им в практической жизни, нетерпимость к иноверцам и инакомыслящим. Фанатизм особо явно проявляется в религиозном сектантстве. Это крайняя степень увлечения религиозной деятельностью с созданием из неё культа, поклонением и растворением в группе единомышленников. Религиозный фанатизм обычно основан на святости жертвы во имя религиозных принципов. Его психологическая основа — вера.
Среди основных типов религиозных фанатиков выделяют пассивно-созерцательных и активно-экстремистских.
Религиозно-фанатичные настроения используются для разжигания ненависти к представителям других вероисповеданий и расправы над еретиками. Религиозный фанатизм является, по мнению специалистов, одним из важнейших побуждений террористов-смертников.

## Подходы к определению понятия

### Жак-Бенинь Боссюэ
Понятие «фанатизм» ввёл французский проповедник и богослов Жак-Бенинь Боссюэ (1627—1704), один из главных идеологов французского абсолютизма, который видел в католичестве официальную систему взглядов для монархической Франции. Фанатиками он называл протестантов, которые считали, что их вера зависит исключительно от Бога, а не от церковных установок и правил. Основой религии Боссюэ видел мораль и дисциплину. Христианство было для него образцом нравственности, но при этом всякое проявление чувства Бога и мистическое начало он воспринимал как «духовную чуму» (la peste spirituelle). Каждый носитель такой религиозности был для него фанатиком, сектантом и еретиком.
Боссюэ был пропагандистом религиозной нетерпимости: он вдохновил Людовика XIV разорвать в 1685 году Нантский эдикт, которым Генрих IV ввёл в 1598 году равноправие для протестантов и католиков.

### Пьер Бейль
Французский мыслитель и богословский критик Пьер Бейль (1647—1706) характеризует религиозный фанатизм как «введённое в действие суеверие», или плод незнания, примитивной души. «Фанатизм родился в лесах среди ночной темноты и панических страхов и воздвиг первые языческие храмы». Бейль предлагает понимать под фанатизмом то, что касается ранних форм религии и религиозного чувства вообще. Как и Боссюэ, он связывает фанатизм с теми не регулируемыми никакими структурами чувствами, которые испытывает верующий.

### Вольтер
В 1764 году в Женеве вышел «Философский словарь», где своё определение слова «фанатизм» даёт французский философ-просветитель, историк, публицист и поэт Вольтер (1694—1778). Вольтер называет человека, которому «свойственны экстазы и видения», который «принимает свои сны за нечто реальное и плоды своего воображения за пророчества», энтузиастом; фанатик же — это человек, «поддерживает своё безумие, убивая». Отстаивая свою ортодоксию, фанатик готов убивать и казнить. Он всегда опирается на силу. В качестве примера Вольтер приводит Варфоломеевскую ночь. «Фанатики — это судьи, которые выносят смертные приговоры тем, кто думает иначе, чем они», — говорит Вольтер.
При этом Вольтер не говорит, что фанатики всегда убеждены в том, что «всех их идеи внушены им свыше». Говоря о психологии религиозного фанатизма, Вольтер говорит, что это не просто «плод незнания» и «примитивной души», как считал Бейль, но что он тесно связан с психологией толпы. «Книги гораздо меньше возбуждают фанатизм, нежели собрания и публичные выступления», — считает философ. Фанатизм всегда «мрачен и жесток», это одновременно «суеверие, лихорадка, бешенство и злоба».

## Психология религиозного фанатизма

### Акцентуация характера
Говоря о психологии религиозного фанатизма, следует обратить внимание на такое понятие, как акцентуация характера.
Акцентуация характера — явление, при котором одна черта характера выражена ярче других и выступает особенностью конкретного человека. Акцентуация рассматривается как промежуточная стадия между нормой и патологией. В последнем случае она перерастает в психопатию.
Существует несколько типов акцентуаций, которые выступают благоприятной основой для развития фанатизма.
1) Демонстративный (истерический)
Носитель данной акцентуации всегда стремится быть в центре внимания, всячески обратить его на себя, вся его деятельность подчинена этой цели. На основе данной аномалии характера развивается такой тип фанатика, который выставляет напоказ свою религию, всячески о ней заявляет, но внутренне не следует основным её требованиям.
2) Дистимичный (шизоидный)
Это замкнутые люди со слабо выраженными эмоциями и большей частью пребывающие в хмуром настроении. На основе данного характера может развиться человек, погружённый в религию, но заботящийся лишь о самом себе, не замечая, как его поступки отражаются на окружающих его людях.
3) Возбудимый (эпилептоидный)
Эти люди отличаются жестокостью во взглядах, резкими агрессивными выпадами и быстрой реактивностью. Реакции возбудимых личностей импульсивны. Если что-нибудь им не нравится, они не ищут возможности примириться, им чужда терпимость. Напротив, и в мимике, и в словах они дают волю раздражённости, открыто заявляют о своих требованиях или же со злостью удаляются.
4) Застревающий
Здесь особо выражена тяга к справедливости и вынашиванию плана мести, злопамятность. Развитие фанатичного человека на основе данного типа является наиболее опасным, поскольку от такого человека может исходить угроза для окружающих.
Особенность всех фанатиков — концентрация на самом себе.

### Приёмы спора
1. Доказательство догмата через догмат
2. Отсылка к «богодухновенному Писанию» и авторитету Бога
3. Переход на обсуждение личности собеседника
4. Самовосхваление, попытки убедить в своей исключительности
5. Очернение других религий и мировоззрения
6. Словесные запугивания
7. Применение силы

## Сектантство
Согласно энциклопедическому словарю Брокгауза и Ефрона, секта — это «организованное общество людей, разномыслящих с …церковью, но согласных друг с другом в религиозном отношении». Не существует однозначной трактовки понятия секта, поскольку межконфессиональное противостояние носит принципиальный характер.
Характерные особенности воздействия тоталитарных сект:
1) Жёсткий контроль над волей, сознанием и чувствами членов секты (жёсткая дисциплина, внушение чувства вины перед организацией, психологическое давление на тех, кто хочет порвать с сектой)
2) Психологическая зависимость от лидера и организации (подавление способности к критическому мышлению, требование разрыва с критически настроенными людьми, ограничение круга общения только членами секты, отсутствие свободного времени, личной жизни вне общины)
В рамках религиозной секты лидер и сама община с помощью длительных и интенсивных психологических воздействий формируют готовность не сомневаться в правильности или неправильности собственного поведения. Человек начинает действовать в соответствии с поведенческим шаблоном, навязанным группой.
Роберт Джей Лифтон (род. 1926) выделяет восемь элементов, приводящих к катастрофическому изменению сознания человека в религиозной группе:
1) Контроль окружающей обстановки (среды) — жёсткое структурирование окружения, в котором общение регулируется, а допуск к информации строго контролируется
2) Мистическое манипулирование — использование запланированной или подстроенной «спонтанной», «непосредственной» ситуации для придания ей смысла, выгодного манипуляторам. Например, физиологические и психологические изменения при переходе на вегетарианское питание объясняются «нисхождением святого духа»
3) Требование чистоты — чёткое деление мира на «чистый» и «нечистый», «хороший» и «плохой». Тоталитарная секта — «хорошая» и «чистая», всё остальное — «плохое» и «грязное»
4) Культ исповеди — требование непрерывной исповеди и интимных признаний для уничтожения «границ личности» и поддержания чувства вины
5) «Святая наука» — объявление своей догмы абсолютной, полной и вечной истиной. Любая информация, которая противоречит этой абсолютной истине, считается ложной
6) Нагруженный (культовым смыслом) язык — создание специального клишированного словаря внутригруппового общения с целью устранения самой основы для самостоятельного и критического мышления
7) Доктрина выше личности — доктрина более реальна и истинна, чем личность и её индивидуальный опыт
8) Разделение существования — члены группы имеют право на жизнь и существование, остальные — нет, то есть «цель оправдывает любые средства»
Личность в культе переживает и проживает не свой индивидуальный «опыт», она переживает групповой «опыт», отсюда — сильная зависимость от групповых процессов. Ответственность за принятие решений переносится с конкретной личности на группу, поэтому самые нелепые и странные решения воспринимаются и выполняются рядовыми членами как должное. В процессе приобщения человека к групповым нормам тоталитарной секты происходит формирование феномена «удвоения» личности, сутью которого является разделение «Я» индивида на две независимо функционирующие системы. При этом люди не испытывают чувства эмоционального дискомфорта или неустойчивости. Они не склонны к критическому осмыслению собственного положения и склонны совершать какие-либо поступки при ослабленном волевом контроле.
Исследования Лифтона привели к пониманию того факта, что практически каждая личность в условиях массированного группового давления и манипулирования базисными человеческими потребностями способна к формированию девиантного поведения в виде религиозного фанатизма. Предрасполагающим фактором к этому может становиться низкая коммуникативная толерантность, семейные традиции магического и мистического мышления, некоторые характерологические и личностные особенности.
Под влиянием психологических воздействий тоталитарной секты у человека со сформировавшимся девиантным поведением, в первую очередь, происходит изменение всех четырёх формальных признаков сознания по Карлу Ясперсу (1883—1969). У него нарушается: 1) чувство деятельности — осознание себя в качестве активного существа; 2) осознание собственного единства; 3) осознание собственной идентичности; 4) осознание того, что «Я» отлично от остального мира, от всего, что не является «Я».
В результате пребывания человека под культовым контролем возникают следующие блоки психических феноменов, кардинально изменяющие его поведение в сторону аномалий и девиаций:
1. Блок изменения сознания и самосознания (нарушение самосознания и идентичности личности)
2. Блок аффективных феноменов-расстройств (психопатологические эмоциональные состояния (переживания) в рамках посттравматического стрессового расстройства: депрессия, панические атаки, навязчивые воспоминания и сны и т. д.)
3. Блок инверсии двигательно-волевой сферы (снижение волевой активности (апатия), способности контролировать свою деятельность, утрата спонтанности и естественности)
4. Блок патологической зависимости (формирование психологической зависимости от религиозной группы, утрата способности быть ответственным за что-либо и автономным в принятии решений)
5. Блок регресса личности (остановка интеллектуального, когнитивного, эмоционального, нравственного развития, сопровождающаяся развитием психического инфантилизма)
6. Блок перцептивных феноменов (иллюзии, галлюцинации, нарушения схемы тела, восприятия времени)
7. Блок мыслительных аномалий (использование т. н. аффективной логики, утрата критичности, склонность к образованию сверхценных и бредовых идей)
8. Блок коммуникативных девиаций (замкнутость, отчуждённость, аутизация, неспособность устанавливать доверительные отношения, утрата эмпатичности и навыков социального общения)

### Мотивы ухода в секту
Мотивы отрыва человека от реальности и ухода в группу, подчинения себя идеи и лидеру могут быть различными:
1) Психологические проблемы, с которыми индивид справиться самостоятельно не способен или считает, что не способен. Как правило, данный мотив основывается на психопатологических симптомах и синдромах, патологии характера или внутриличностном невротическом конфликте. Его уход в группу фанатиков обусловлен снятием с себя ответственности за принятие решений по многим жизненным проблемам, желанием стать ведомым, искоренить в себе сомнения и неуверенность
2) Стремление уйти от однообразной, не вызывающей радости и эмоционального отклика реальности. Кумир, идол, идея, ритуал, причастность к какой-либо тайне или социальной группе, обретение новых переживаний становятся своеобразными аддиктами

## Критика религиозного фанатизма

### Н. А. Бердяев
В своей статье «О фанатизме, ортодоксии и истине», опубликованной в 1937 году в журнале «Русские записки», русский религиозный и политический философ Николай Александрович Бердяев (1874—1948) даёт критику религиозного фанатизма. В качестве синонима к слову «фанатизм» он приводит термин «нетерпимость», которое сравнивает с ревностью, лишающей человека чувства реальности. Как и ревнивец, фанатик повсюду видит лишь измену и предательство; он очень подозрителен и мнителен, всюду открывает заговоры против предмета своей веры.

Бердяев указывает на противоречивый характер религиозного фанатизма:
Фанатик, одержимый манией преследования, видит вокруг козни диавола, но он всегда сам преследует, пытает и казнит. Человек, одержимый манией преследования, который чувствует себя окруженным врагами, — очень опасное существо, он всегда делается гонителем, он-то и преследует, а не его преследуют
По словам Бердяева, в дьявола фанатик верит больше, чем в Бога. Фанатик совершает насилие от страха, а потому он не сильный, а слабый. Его вера отрицательна — ведь фанатическая вера есть слабость веры, безверие.
Маниакальная идея, внушенная страхом, и есть самая большая опасность
Бердяев говорит, что фанатизм делит мир на два враждебных лагеря и не допускает сосуществования разных идей и миросозерцаний. При этом философ утверждает, что в средневековом фанатизме по сравнению с современным действительно была глубокая вера: современный человек имеет только инстинкты и аффекты, но не идеи, и нетерпимость его вызвана жаждой порядка и условиями войны, а современная эпоха знает лишь обличения и отлучения, но не имеет критики и идейного спора. 
Пафос ортодоксальной доктрины, которая оказывается полезной для борьбы и для организации, ведет к полной потери интереса к мысли и к идеям, к познанию, к интеллектуальной культуре, и сравнение с средневековьем очень неблагоприятно для нашего времени. Никакого идейного творчества при этом не обнаруживается
У фанатика нет многообразия мира — он привержен к чему-то одному, и всегда нуждается во враге, чтобы противопоставлять что-то своей вере. Более того, по Бердяеву, фанатик — эгоцентричен. Даже будучи аскетом, он не избавляется от своего эгоцентризма: он так и остаётся поглощённым собой и продолжает отождествлять идею своей ортодоксии с самим собой.